# 9774 Annjudge
9774 Annjudge eller 1993 NO är en asteroid i huvudbältet som upptäcktes den 12 juli 1993 av den belgiske astronomen Eric W. Elst vid La Silla-observatoriet. Den är uppkallad efter Ann Campana Judge.
Asteroiden har en diameter på ungefär 4 kilometer.